# José Ruiz (militar)
El general José Ruiz fue un militar mexicano con idealismo villista que participó en la Revolución mexicana. 
Nació en Satevó, Chihuahua. Se levantó en armas desde los inicios de la lucha maderista, incorporándose a las fuerzas de Francisco Villa. Participó en la Toma de Ciudad Juárez, en mayo de 1911. Ante el licenciamiento de tropas ordenado por Francisco I. Madero, abandonó las armas y trabajó como administrador de la Hacienda Tres Hermanos, de la familia Zuloaga, en su estado natal. A consecuencia de los acontecimientos de 1913, retornó a las armas, otra vez dentro de las filas de Francisco Villa. Con él participó en las campañas militares de 1913 y 1914. En la Toma de Zacatecas fue herido. Recuperada su salud formó parte del Ejército de la Convención y fue ascendido a general. Estuvo al lado de Villa en la Batalla de Celaya y marchó a Sonora al frente de la Brigada "Artalejo". En marzo de 1916 participó en la Batalla de Columbus y después abandonó la causa sorpresivamente. A partir de entonces radicó en El Paso, Texas.